# Slichter Foreland
Das Slichter Foreland ist eine vereiste, 24 km lange und 16 km breite Halbinsel an der Walgreen-Küste des westantarktischen Marie-Byrd-Lands. Sie bildet den nordöstlichen Seitenarm der Martin-Halbinsel.
Der United States Geological Survey kartierte die Landspitze erstmals anhand von Luftaufnahmen der United States Navy bei der Operation Highjump (1946–1947) vom Januar 1947. Das Advisory Committee on Antarctic Names benannte sie nach dem US-amerikanischen Physiker Louis B. Slichter (1896–1978) von der University of California, Los Angeles, der mit der Ausarbeitung des wissenschaftlichen Programms für die Amundsen-Scott-Südpolstation und der Ausbildung einer Reihe dafür vorgesehener Geophysiker betraut war.